# Resiliência (ecologia)

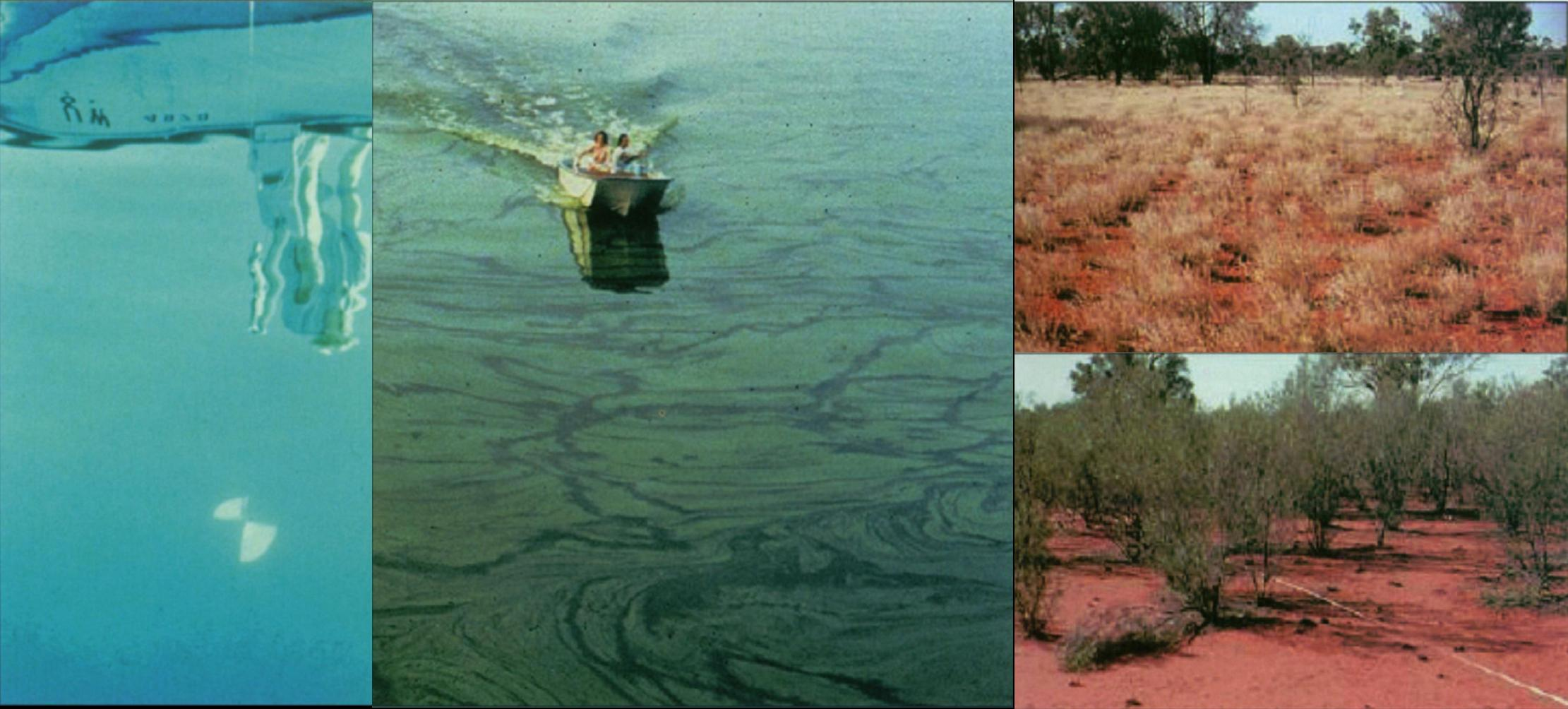
Ecossistemas com Perturbações

Na ecologia, a resiliência é a capacidade de um ecossistema de responder a uma perturbação ou distúrbios, resistindo a danos e recuperando-se rapidamente. Tais distúrbios e perturbações podem incluir eventos estocásticos, como incêndios, inundações, tempestades de vento, explosões populacionais de insetos; e atividades humanas, como desmatamento, fracionamento do solo para extração de petróleo, pesticidas pulverizados no solo e a introdução de espécies exóticas de plantas ou animais. Distúrbios de magnitude ou duração suficientes podem afetar profundamente um ecossistema e podem forçar um ecossistema a alcançar um limiar além do qual predomina um regime diferente de processos e estruturas. 
As atividades humanas que afetam adversamente a resiliência dos ecossistemas, como a redução da biodiversidade, a exploração dos recursos naturais, a poluição, o uso da terra e as mudanças climáticas antropogênicas estão causando cada vez mais mudanças de regime nos ecossistemas, frequentemente em condições menos desejáveis e degradadas. O discurso interdisciplinar sobre resiliência inclui agora a consideração das interações de seres humanos e ecossistemas através de sistemas socioecológicos, e a necessidade de mudança do paradigma de rendimento máximo sustentável para a gestão de recursos ambientais que visa construir resiliência ecológica através de análise de resiliência, gestão de recursos adaptáveis e governança adaptativa.
Difere de resistência, que é a capacidade de um sistema de manter sua estrutura e funcionamento após um distúrbio.

## Definição
O conceito de resiliência na ecologia ganhou foco nos trabalhos do renomado pesquisador canadense C. S. Holling a partir de 1970para descrever a persistência de sistemas naturais em face de mudanças nas variáveis do ecossistema devido a causas naturais ou antropogênicas. A resiliência foi definida de duas maneiras na literatura ecológica:
1. como o tempo necessário para um ecossistema retornar a um equilíbrio ou estado estacionário após uma perturbação (que também é definida como estabilidade por alguns autores). Essa definição de resiliência é usada em outros campos, como física e engenharia, e, portanto, tem sido denominada "resiliência de engenharia" por Holling.[5][6]
2. como "a capacidade de um sistema de absorver perturbações e reorganizar-se enquanto sofre mudanças, de modo a reter essencialmente a mesma função, estrutura, identidade e retroalimentação".[3]

A segunda definição foi denominada "resiliência ecológica" e pressupõe a existência de múltiplos estados ou regimes estáveis.
Alguns lagos temperados rasos podem existir tanto dentro do regime de águas claras, que fornece muitos serviços ecossistêmicos, ou um regime de água turva, que fornece serviços ecossistêmicos reduzidos e pode produzir a proliferação de algas tóxicas. O regime ou estado é dependente dos ciclos de fósforo do lago, e qualquer regime pode ser resiliente dependendo da ecologia e manejo do lago.
A quantidade de troca que o sistema pode suportar, ou seja, a quantidade de força extrínseca que o sistema pode aguentar de modo a permanecer, através do tempo, com a mesma estrutura e funções, o grau de auto-organização do sistema,o grau de aprendizado e adaptação do sistema em resposta ao distúrbio.

### Biomas savânicos do cerrado X Fogo
Os biomas savânicos do cerrado apresentam uma predominância de gramíneas, espécies muito inflamáveis. Estas praticamente não apresentam resistência ao fogo, queimando-se prontamente quando expostas a este tipo de distúrbio. Por outro lado, apresentam alta resiliência, sendo capazes de se restabelecerem com rapidez no ambiente após a queimada.

## Resistência x Resiliência
Alguns autores acreditam que estabilidade de resistência e estabilidade de resiliência em um ecossistema são características mutuamente excludentes, assim, ou um sistema apresenta alta resistência e baixa resiliência, ou o contrário. Dessa forma, um sistema não poderia possuir altos índices de ambas as características. Isso pode ser observado, por exemplo, em uma floresta de sequoia sempre-verde da Califórnia, muito resistente ao fogo (epiderme espessa e outras adaptações), quando queima, talvez nunca seja capaz de se recuperar ou o faça muito lentamente. Já uma vegetação de chaparral da mesma região, queima-se facilmente (baixa resistência) mas se recupera de maneira rápida em alguns anos (alta resiliência).